# Cathy Boswell
Cathy Boswell, född den 10 november 1962 i Joliet, Illinois, är en amerikansk basketspelare som tog tog OS-guld 1984 i Los Angeles. Detta var USA:s tredje OS-guld i dambasket någonsin.